# デビン・クラーク
デビン・クラーク（Devin Clark、1990年4月12日 - ）は、アメリカ合衆国の男性総合格闘家。サウスダコタ州スーフォールズ出身。ジャクソン・ウィンクMMA所属。元RFAライトヘビー級王者。

## 来歴
幼少期はボクシングを経験する。7歳からレスリングを始め、高校時代には4年生時にサウスダコタ州王者に輝いた。ロチェスター・コミュニティ&テクニカル・カレッジに進学後は、184ポンド級でNJCAAオールアメリカンに2度選出された。その後大学を中退し、地元のジムで総合格闘技のトレーニングを始めた。2010年にプロ総合格闘技デビュー。

### UFC
2016年7月13日、UFC初参戦となったUFC Fight Night: McDonald vs. Linekerでアレックス・ニコルソンとミドル級契約で対戦し、右フックで1RKO負け。
2016年12月3日、ライトヘビー級復帰戦となったThe Ultimate Fighter 24 Finaleでジョシュ・スタンズベリーと対戦し、3-0の判定勝ち。
2020年11月28日、UFC on ESPN: Smith vs. Clarkでライトヘビー級ランキング6位のアンソニー・スミスと対戦し、三角絞めで1R一本負け。同大会のメインイベントはカーティス・ブレイズとデリック・ルイスのヘビー級マッチが予定されていたが、ブレイズが新型コロナウイルスに感染し大会前日に欠場したため、スミスとクラークの試合がメインイベントにスライドされる形となった。
2022年4月16日、ヘビー級転向初戦となったUFC on ESPN: Luque vs. Muhammad 2でウィリアム・ナイトと対戦し、右フックでダウンを奪いパウンドで3RTKO勝ち。

## 戦績
| 総合格闘技 戦績 | 総合格闘技 戦績 | 総合格闘技 戦績 | 総合格闘技 戦績 | 総合格闘技 戦績 | 総合格闘技 戦績 | 総合格闘技 戦績 |
| --------------- | --------------- | --------------- | --------------- | --------------- | --------------- | --------------- |
| 23 試合         | (T)KO           | 一本            | 判定            | その他          | 引き分け        | 無効試合        |
| 14 勝           | 4               | 1               | 9               | 0               | 0               | 0               |
| 9 敗            | 3               | 4               | 2               | 0               | 0               | 0               |

| 勝敗 | 対戦相手                   | 試合結果                               | 大会名                                     | 開催年月日     |
| ×    | マルチン・プラフニオ       | 5分3R終了 判定0-3                      | UFC Fight Night: Hermansson vs. Pyfer      | 2024年2月10日  |
| ×    | ケネディ・エンジーチュクー | 2R 2:28 ギロチンチョーク               | UFC 288: Sterling vs. Cejudo               | 2023年5月6日   |
| ○    | チョン・ダウン             | 5分3R終了 判定3-0                      | UFC Fight Night: Lewis vs. Spivak          | 2023年2月4日   |
| ×    | アザマト・ムルザカノフ     | 3R 1:18 TKO（左ボディブロー→パウンド） | UFC on ESPN 41: Vera vs. Cruz              | 2022年8月13日  |
| ○    | ウィリアム・ナイト         | 3R 3:21 TKO（右フック→パウンド）       | UFC on ESPN 34: Luque vs. Muhammad 2       | 2022年4月16日  |
| ×    | イオン・クテラバ           | 5分3R終了 判定0-3                      | UFC Fight Night: Smith vs. Spann           | 2021年9月18日  |
| ×    | アンソニー・スミス         | 1R 2:34 三角絞め                       | UFC on ESPN 18: Smith vs. Clark            | 2020年11月28日 |
| ○    | アロンゾ・メニフィールド   | 5分3R終了 判定3-0                      | UFC 250: Nunes vs. Spencer                 | 2020年6月6日   |
| ○    | デクアン・タウンゼント     | 5分3R終了 判定3-0                      | UFC Fight Night: Anderson vs. Błachowicz 2 | 2020年2月15日  |
| ×    | ライアン・スパン           | 2R 2:01 ギロチンチョーク               | UFC Fight Night: Joanna vs. Waterson       | 2019年10月12日 |
| ○    | ダルコ・ストシッチ         | 5分3R終了 判定3-0                      | UFC Fight Night: Gustafsson vs. Smith      | 2019年6月1日   |
| ×    | アレクサンダル・ラキッチ   | 1R 4:05 TKO（パウンド）                | UFC 231: Holloway vs. Ortega               | 2018年12月8日  |
| ○    | マイク・ロドリゲス         | 5分3R終了 判定3-0                      | UFC 223: Khabib vs. Iaquinta               | 2018年4月7日   |
| ×    | ヤン・ブラホヴィッチ       | 2R 3:02 リアネイキドチョーク           | UFC Fight Night: Cowboy vs. Till           | 2017年10月21日 |
| ○    | ジェイク・コリアー         | 5分3R終了 判定3-0                      | UFC on FOX 24: Johnson vs. Reis            | 2017年4月15日  |
| ○    | ジョシュ・スタンズベリー   | 5分3R終了 判定3-0                      | The Ultimate Fighter 24 Finale             | 2016年12月3日  |
| ×    | アレックス・ニコルソン     | 1R 4:57 KO（右フック）                 | UFC Fight Night: McDonald vs. Lineker      | 2016年7月13日  |
| ○    | ハファエル・ヴィアナ       | 2R 5:00 TKO（手の負傷）                | RFA 37 【RFAライトヘビー級タイトルマッチ】 | 2016年4月15日  |
| ○    | デルビン・ロペス           | 5分3R終了 判定3-0                      | RFA 29                                     | 2015年8月21日  |
| ○    | ジャック・ウィリアムズ     | 5分3R終了 判定3-0                      | RFA 25                                     | 2015年4月10日  |
| ○    | ウィリアム・ヴィンセント   | 1R 4:29 リアネイキドチョーク           | Total Fight Challenge                      | 2015年2月7日   |
| ○    | アーロン・ブラウン         | 2R 4:02 TKO（パンチ連打）              | RFA 17                                     | 2014年8月22日  |
| ○    | ジェレミー・スペルツ       | 1R 1:12 TKO（パンチ連打）              | Knockout Events: Battle at the Chip        | 2013年8月4日   |

## 獲得タイトル
- 初代RFAライトヘビー級王座（2016年）